# Helcogramma fuscipectoris
Helcogramma fuscipectoris е вид бодлоперка от семейство Tripterygiidae. Видът не е застрашен от изчезване.

## Разпространение и местообитание
Разпространен е във Вануату, Виетнам, Индонезия, Камбоджа, Китай, Малайзия, Параселски острови, Провинции в КНР, Соломонови острови, Острови Спратли, Тайван, Тайланд, Филипини, Хонконг и Япония.
Обитава скалистите дъна на океани, морета и рифове в райони с тропически и субтропичен климат. Среща се на дълбочина от 1 до 10 m, при температура на водата от 26,9 до 28,4 °C и соленост 33,8 – 34,9 ‰.

## Описание
На дължина достигат до 3,2 cm.